# Рона — Рейн (канал)
47°06′28″ пн. ш. 5°18′49″ сх. д. / 47.10777778° пн. ш. 5.31361111° сх. д.

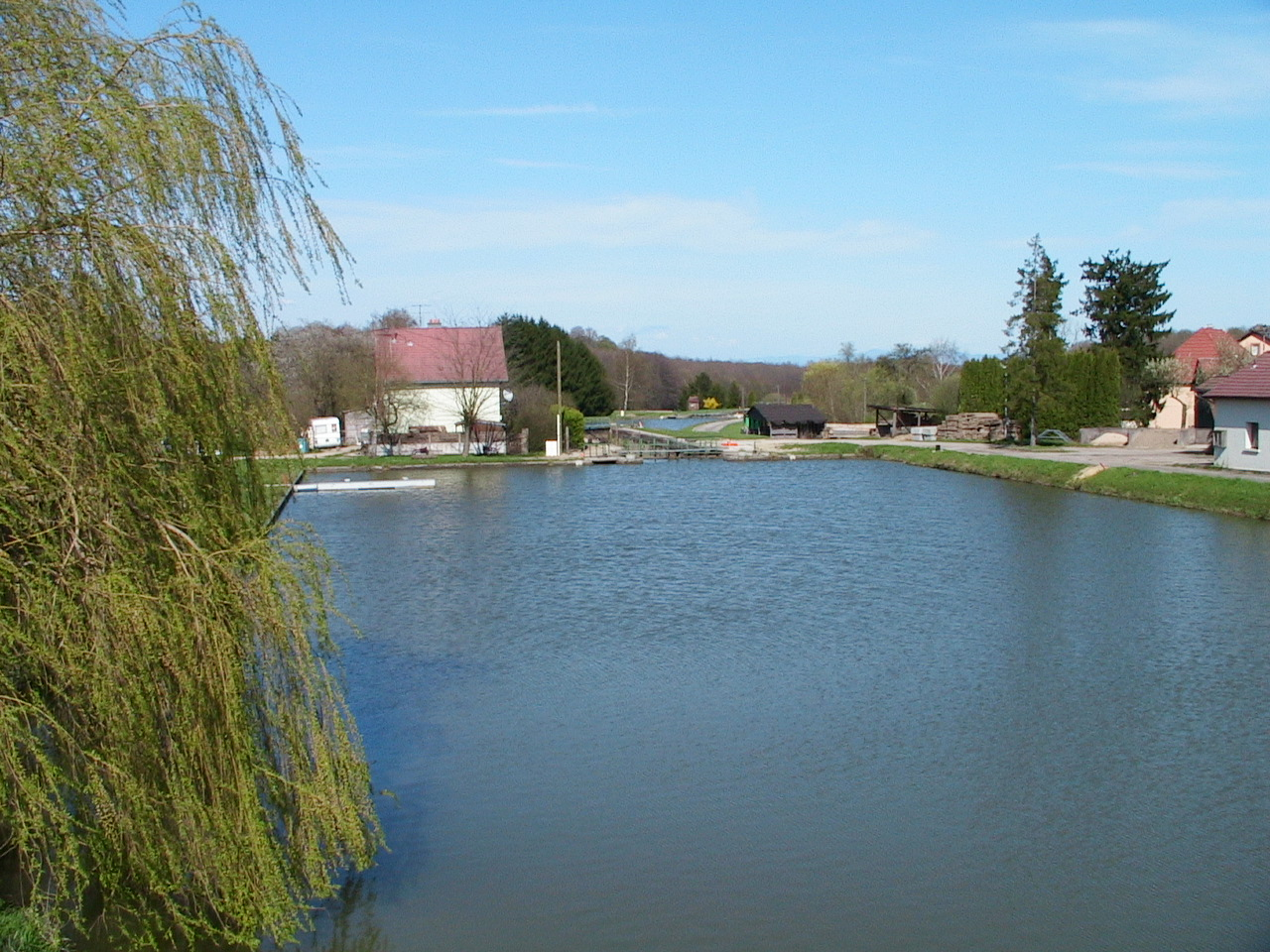

Канал Ро́на—Рейн (чи Рейн—Рона) — судноплавний канал у східній Франції.
Канал був побудований у 1784–1833 рр., з'єднує басейни річок Північного (Рейн) та Середземного морів (Рона). Початок — на річці Сона в Сен-Семфор'ян-сюр-Сон поруч з гирлом Бургундського каналу, кінець — в Страсбурі, де канал з'єднаний з Рейном. Довжина каналу — 375 км, шлюзів — понад 150-ти. Між Мюлузом и Страсбуром установлена берегова електротяга.